# Oskar Wilhelm Schuster

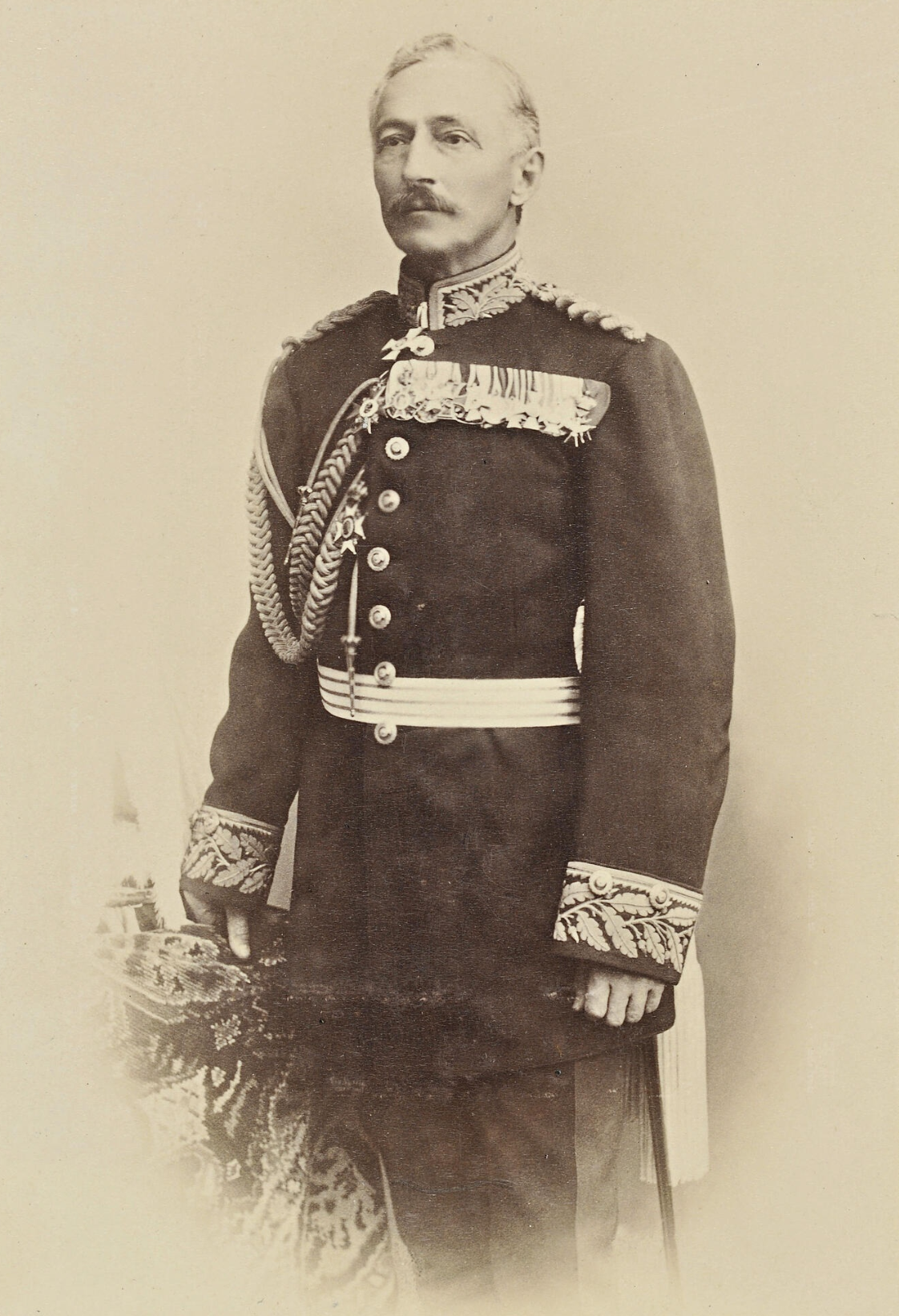
Oskar Wilhelm Schuster

Oskar Wilhelm Schuster (* 11. August 1834 in Zwickau; † 10. September 1904 in Dresden) war ein sächsischer Generalmajor.

## Leben
Schuster diente 1860 als Militärlehrer im Rang eines Leutnants im Dresdner Kadettenkorps. 1861 erfolgte die Beförderung zum Oberleutnant. Als solcher nahm er 1866 am Österreichisch-Preußischen Krieg, was ihm die Verleihung des österreichischen Militärverdienstkreuzes einbrachte. Nach jenem Krieg zum Hauptmann befördert, nahm er 1870/71 am Deutsch-Französischen Krieg teil, in dem er sich mehrmals auszeichnete.
Als Major und Bataillonskommandeur befehligte er von 1878 bis 1881 das 8. Infanterie-Regiment Nr. 107 in Leipzig. Nach seiner Beförderung zum Oberstleutnant spätestens 1884 wurde er als Bataillonskommandeur in die Zwickauer Garnison versetzt. Unter dem Autorennamen K. S. Oberstlieutnant O. Schuster veröffentlichte er zusammen mit Friedrich August Francke das dreibändige Werk Geschichte der Sächsischen Armee von deren Errichtung bis auf die neueste Zeit.
Mitte der 1890er Jahre wurde Schuster als Generalmajor zur Disposition gestellt; er zog in den Dresdner Raum, wo ihm spätestens ab 1895 die Villa Anna in der Niederlößnitz gehörte. Zudem bewohnte er noch eine Etagenwohnung in der Sedanstraße 1 (heute Hochschulstraße) in der Dresdner Südvorstadt.
Schuster starb einen Monat nach seinem 70. Geburtstag und wurde auf dem Friedhof in Langenhennersdorf bei Pirna beerdigt.

## Werke
- zusammen mit F. A. Francke: Geschichte der Sächsischen Armee von deren Errichtung bis auf die neueste Zeit. 3 Bde., Duncker & Humblot, Leipzig 1884–1885 (Werkansicht in der SLUB, DNB-Eintrag), Band 1,Band 2,Band 3
- zusammen mit F. A. Francke: Geschichte der Sächsischen Armee von deren Errichtung bis auf die neueste Zeit. 3 Bde., Duncker & Humblot, Leipzig 1884–1885 (Neudruck der Leipziger Ausgabe: LTR-Verlag, Starnberg 1983, ISBN 3-88706-209-4).

## Auszeichnungen
- Ritterkreuz des Militär-St.-Heinrichs-Ordens
- Ritterkreuz I. Klasse des Verdienstorden mit Kriegsdekoration
- Sächsisches Dienstauszeichnungskreuz
- Komtur II. Klasse des Bayerischen Militärverdienstorden
- Roter Adlerorden III. Klasse
- Kronenorden II. Klasse
- Eisernes Kreuz II. Klasse (1871)
- Ritterkreuz I. Klasse des Hausordens vom Weißen Falken
- Komtur II. Klasse des Herzoglich Sachsen-Ernestinischen Hausordens